# Берман Лазар Наумович
Лазар Наумович Берман (нар. 26 лютого 1930, Ленінград — пом. 6 лютого 2005, Флоренція) — радянський та італійський піаніст, Заслужений артист РРФСР.

## Біографія
Народився в єврейської родині, вчився у Самарія Савшінского. 1939 року родина переїхала в Москву, де наставником Бермана став Олександр Гольденвейзер, у якого він навчався спочатку в Центральній музичній школі, а потім в Московській консерваторії, яку закінчив 1953 року. Три роки по тому, навчаючись в аспірантурі, Берман отримав премії на двох міжнародних конкурсах піаністів — імені королеви Єлизавети в Брюсселі та імені Ференца Ліста в Будапешті, після чого був запрошений на гастролі за кордон, де крім концертної діяльності також зробив ряд записів, у тому числі Сонати Ліста і «Апасіонату» Л. Бетховена.
З 1959 по 1971 роки Берману було заборонено виїжджати за кордон через його одруження на француженці (з якою він незабаром розлучився), проте піаніст продовжував концертувати і робити записи в СРСР на фірмі «Мелодія», зокрема записав цикл «Трансцендентних етюдів» Ф. Ліста, цей запис став одним з перших, зроблених у СРСР із застосуванням стереотехнологій. З середини 1970-х піаністу було знову дозволено виступати за кордоном, де він мав великий успіх. Серед його записів цього періоду — Третій концерт Рахманінова і Перший концерт Чайковського. 1980 року, на піку його популярності, Берману знову був закритий виїзд із СРСР через те, що при огляді його багажу була виявлена книга забороненого американського письменника. З початком перебудови тиск на піаніста дещо послаблено, і 1988 року йому було присвоєно звання Заслуженого артиста РРФСР. У серпні 1990 року Берман поїхав в Норвегію, а через якийсь час — в Італії, де зайнявся викладацькою діяльністю, через чотири роки він отримав італійське громадянство, а ще через рік був запрошений у Вищу школу музики в Веймарі, де й викладав до 2000 року. Часто виступав зі своїм сином — скрипалем Павлом Берманом.